# 科洛切普岛
科洛切普岛（發音：[kɔ̂lɔtʃɛp]），当地人称卡拉莫塔岛（克羅埃西亞語： [kalǎːmɔta]，来自意大利语Calamotta），是埃拉菲蒂群岛三大岛屿之一，邻近杜布羅夫尼克，面积2.44平方（0.94平方英里），是克罗地亚最南端的有人岛。2011年人口普查显示该岛有163人。
岛上最早的人类定居遗迹可追溯到古希腊时期。拉古薩共和國时期，该岛是重要的造船地。克里斯托弗·哥伦布率领的圣玛利亚号下有两名水手便来自这座岛。岛上有古代欧洲征服者的考古遗迹，从古希腊及罗马时期，到拿破仑一世时期。岛上有七座前罗马式教堂，其历史可追溯至9世纪至11世纪克罗地亚列王时期。